# Procedimiento médico

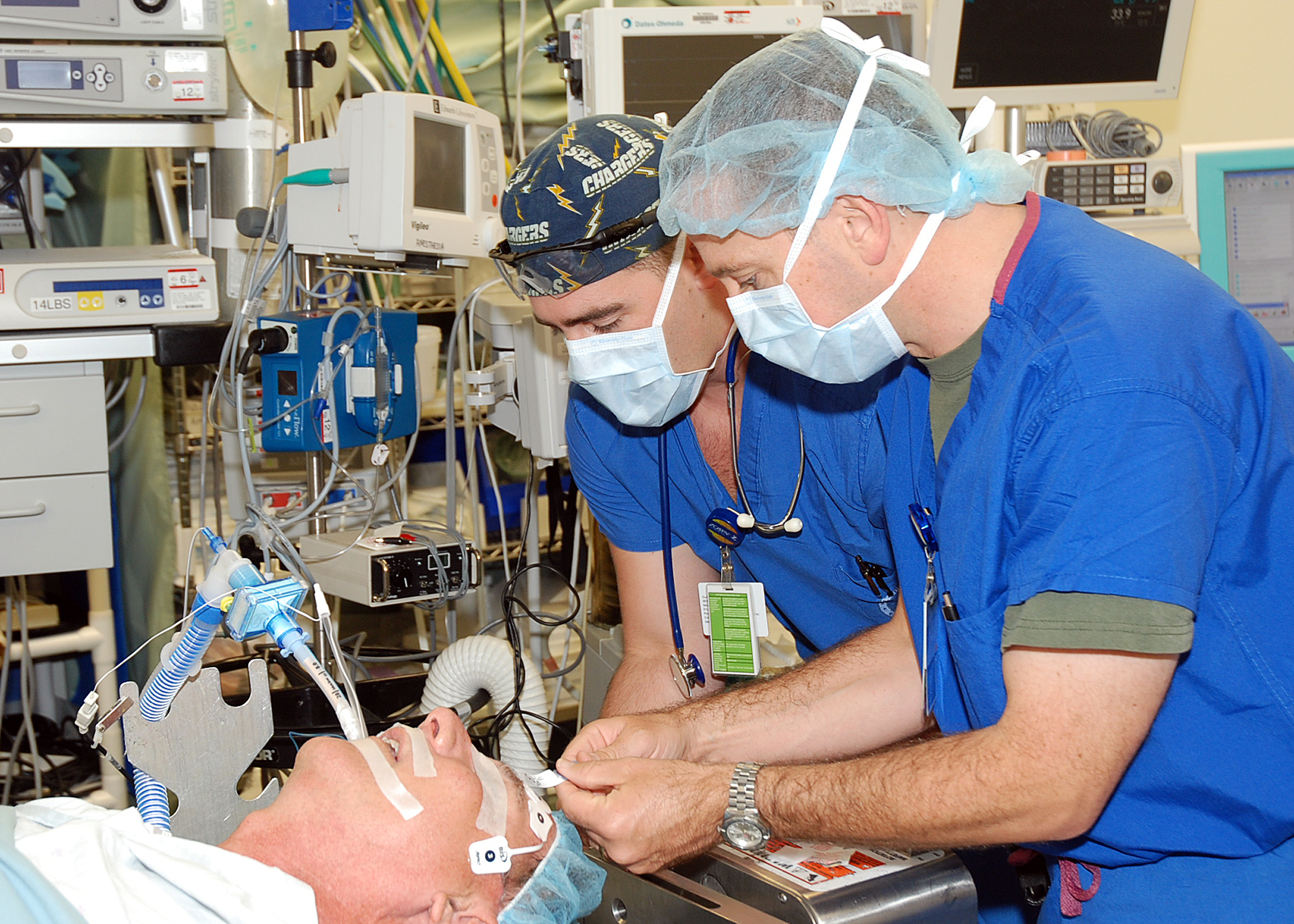
Profesionales sanitarios con paciente durante procedimiento médico.

Un procedimiento médico es un curso de acción destinado a lograr un resultado en la prestación de asistencia sanitaria. 
Un procedimiento médico con la intención de determinar, medir o diagnosticar la condición o el parámetro de un paciente también se denomina examen médico. Otros tipos comunes de procedimientos son terapéuticos. 

## Definición
- "Una actividad dirigida o realizada en un individuo con el objetivo de mejorar la salud, tratar enfermedades o lesiones o hacer un diagnóstico".[1]
- "El acto o conducta de diagnóstico, tratamiento u operación".[2]
- "Una serie de pasos por los cuales se logra un resultado deseado".[3]
- "La secuencia de pasos a seguir para establecer algún curso de acción".[4]